# Road
Road (poznat i kao roadij, ufimij) je prva faza guadalupske epohe permskog razdoblja. Pokriva vrijeme od oko prije 270,6 ± 0,8 Ma do oko prije 268 ± 0,7 Ma (milijuna godina).

## Poveznice
- Geološka razdoblja